# Dario Šarić
Dario Šarić (* 8. April 1994 in Šibenik, Kroatien) ist ein kroatischer Basketballspieler, der seit 2025 bei den Sacramento Kings in der National Basketball Association (NBA) unter Vertrag steht.

## Jugendspieler in Kroatien

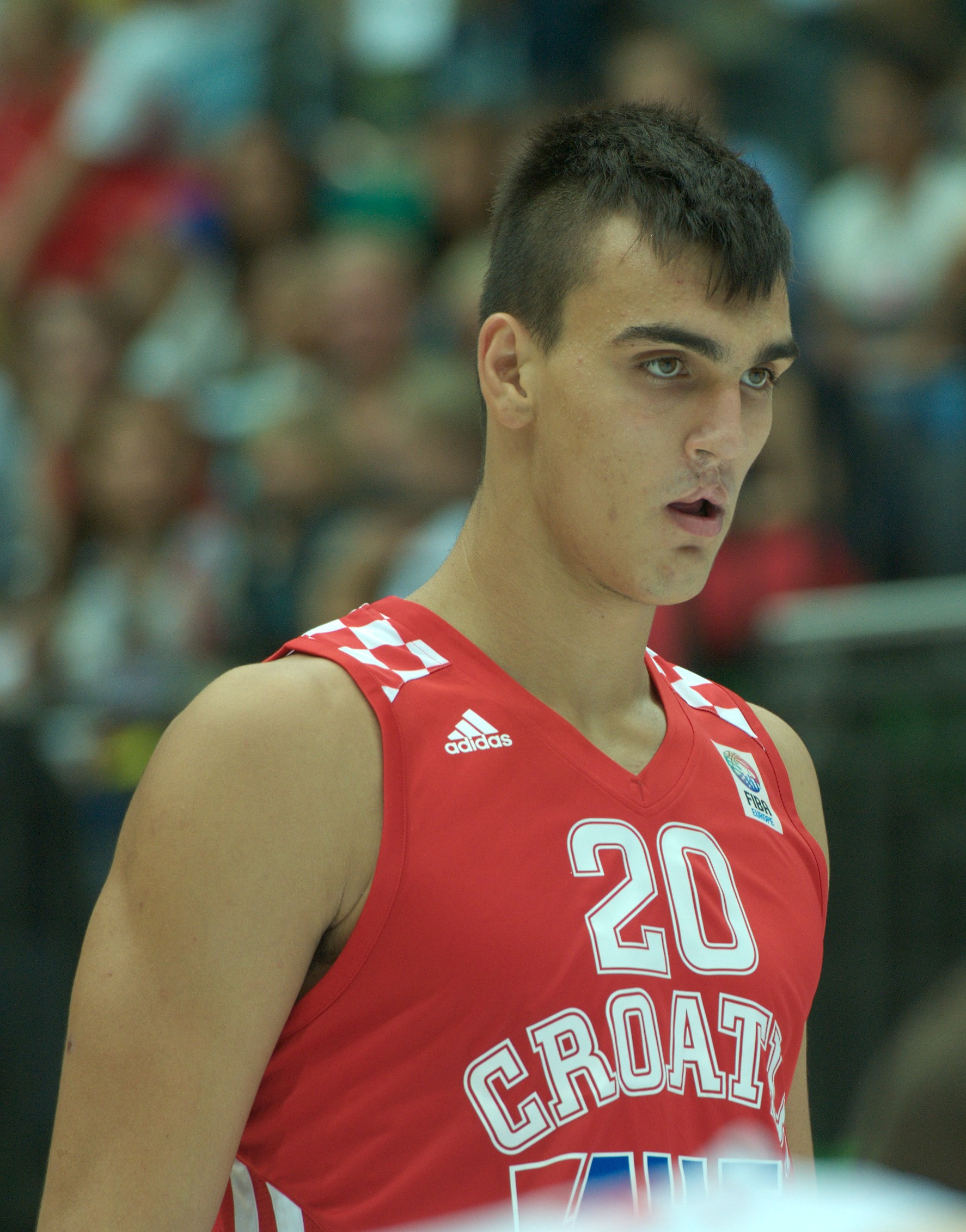
Šarić im Jahr 2012

Aufmerksamkeit erregte der damals 17-Jährige bereits 2011 beim Euroleague Basketball Nike International Junior Tournament. Er gewann mit KK Zagreb den Pokal und wurde zum MVP des Turniers gewählt. 2012 wurde er zum Nike Hoop Summit eingeladen und führte eine Juniorenweltauswahl zum Sieg über eine amerikanische Juniorenauswahl. Er erzielte dabei 13 Punkte, holte 14 Rebounds und verteilte fünf Korbvorlagen.
Nach einem gescheiterten Wechsel zu Bilbao Basket unterschrieb er im Herbst 2012 bei KK Cibona. 2013 schrieb Šarić sich zum NBA-Draft ein, zog seine Anmeldung jedoch kurz vor dem Verfahren zurück, um noch eine weitere Saison in Kroatien zu bleiben.
Mit Cibona gewann er 2013 den kroatischen Pokalwettbewerb und wurde als bester Akteur des Endspiels ausgezeichnet. Ebenfalls gewann er mit Cibona die Meisterschaft der Adriatischen Basketballliga und wurde als MVP der Saison und des Finalturniers ausgezeichnet. Er brachte es in der Liga auf 16,7 Punkte, 9,7 Rebounds und 3,2 Assists pro Spiel. Er wurde auch mit dem FIBA Europe Young Men's Player of the Year Award 2013 ausgezeichnet.
Šarić meldete sich 2014 erneut zum NBA-Draft an. Er zog dieses Mal nicht zurück, unterschrieb jedoch wenige Tage vor der Durchführung des Auswahlverfahrens einen Dreijahresvertrag bei Anadolu Efes SK. Somit wurde ein vorzeitiger Wechsel in die NBA unmöglich.

## NBA
Im NBA-Draft 2014 wurde Šarić dennoch an zwölfter Stelle von den Orlando Magic ausgewählt. Seine Rechte wurden jedoch kurz darauf für Elfrid Payton zu den Philadelphia 76ers transferiert.
Im Sommer 2016 unterschrieb Šarić einen Vertrag bei den 76ers. In seinem ersten Spieljahr in Philadelphia erzielte er bei 81 Hauptrunden-Einsätzen im Schnitt 12,8 Punkte pro Begegnung und steigerte diesen Wert in der Saison 2017/18, als er 14,6 Punkte je Partie verbuchte. Im November 2018 wurde er im Zuge eines Spielertausches von Philadelphia an den NBA-Konkurrenten Minnesota Timberwolves abgegeben. Im Juni 2019 war er Gegenstand eines weiteren Tauschgeschäfts, das mehrere Mannschaften umfasste und den Kroaten zu den Phoenix Suns brachte. Anschließend stand er bis Februar 2023 in Diensten der Mannschaft, seine Einsatzzeit sank in Phoenix, das ihn für Darius Bazley und ein Draftauswahlrecht an die Oklahoma City Thunder abgab.
Die Golden State Warriors wurden im Juli 2023 sein fünfter Arbeitgeber seit dem Wechsel in die NBA. Bei den Kaliforniern blieb Šarić während der Saison 2023/24 unter den Mittelwerten seiner vorherigen NBA-Zeit, im Sommer 2024 wurde er von den Denver Nuggets verpflichtet.
Im Juli 2025 gab Denver den Kroaten im Tausch gegen den Litauer Jonas Valančiūnas an die Sacramento Kings ab.

## Nationalmannschaft
Šarić spielte 2010 für Kroatien bei der U16-Europameisterschaft mit. Er führte seine Mannschaft zum Titelgewinn und wurde anschließend als bester Spieler des Turniers ausgezeichnet. Er erzielte dabei 24,3 Punkte, 11,5 Rebounds und 5,8 Assists pro Spiel, womit er das Turnier in Punkten und Rebounds anführte und Zweiter bei den Assists wurde.
2011 nahm er bei der U19-Basketball-Weltmeisterschaft teil und wurde mit Kroatien Achter.
2012 gewann er mit Kroatien die U18-Basketball-Europameisterschaft und wurde anschließend zum MVP des Turniers gewählt. Dabei führte er das Turnier mit 25,9 Punkten pro Spiel an, zudem holte er die zweitmeisten Rebounds mit 10,1 pro Spiel. Im Endspiel erzielte er 39 Punkte gegen Litauen.
Bei der Europameisterschaft 2013 erreichte Šarić mit der kroatischen Mannschaft den vierten Platz. Er nahm später an weiteren großen Turnieren teil, darunter die Weltmeisterschaft 2014 sowie die EM-Turniere 2015, 2017 und 2022.

## Erfolge und Auszeichnungen

### Verein
- Kroatischer Pokal (2013)
- Kroatischer Meister (2013)
- Meister der Adriatischen Basketballliga (2014)

### Nationalmannschaft
- U16-Europameister 2010
- U18-Europameister 2012

### Individuell
- MVP des Kroatischen Pokalendspiels (2013)
- Saison-MVP sowie Final-Four-MVP der Adriatischen Basketballliga (2014)
- NBA All-Rookie First Team (2017)

## Karriere-Statistiken

### NBA

#### Hauptrunde
| Saison  | Team                     | GP  | GS  | MPG  | FG % | 3P % | FT % | RPG | APG | SPG | BPG | PPG  |
| ------- | ------------------------ | --- | --- | ---- | ---- | ---- | ---- | --- | --- | --- | --- | ---- |
| 2016–17 | Philadelphia             | 81  | 36  | 26.3 | .411 | .311 | .782 | 6.3 | 2.2 | 0.7 | 0.4 | 12.8 |
| 2017–18 | Philadelphia             | 78  | 73  | 29.6 | .453 | .393 | .860 | 6.7 | 2.6 | 0.7 | 0.3 | 14.6 |
| 2018–19 | Philadelphia / Minnesota | 81  | 41  | 25.0 | .437 | .365 | .880 | 5.6 | 1.6 | 0.6 | 0.1 | 10.6 |
| 2019–20 | Phoenix                  | 66  | 51  | 24.7 | .476 | .357 | .844 | 6.2 | 1.9 | 0.6 | 0.2 | 10.7 |
| 2020–21 | Phoenix                  | 50  | 4   | 17.4 | .447 | .348 | .848 | 3.8 | 1.3 | 0.6 | 0.1 | 8.7  |
| 2022–23 | Phoenix / Oklahoma       | 57  | 12  | 14.1 | .458 | .391 | .829 | 3.6 | 1.3 | 0.4 | 0.1 | 6.4  |
| 2023–24 | Golden State             | 64  | 9   | 17.2 | .466 | .376 | .849 | 4.4 | 2.3 | 0.5 | 0.2 | 8.0  |
| Gesamt  | Gesamt                   | 477 | 226 | 25.2 | .445 | .362 | .839 | 5.4 | 1.9 | 0.6 | 0.2 | 10.6 |

#### Play-offs
| Saison  | Team         | GP | GS | MPG  | FG % | 3P % | FT % | RPG | APG | SPG | BPG | PPG  |
| ------- | ------------ | -- | -- | ---- | ---- | ---- | ---- | --- | --- | --- | --- | ---- |
| 2017–18 | Philadelphia | 10 | 10 | 32.9 | .421 | .385 | .850 | 7.3 | 3.5 | 1.0 | 0.4 | 17.2 |
| 2020–21 | Phoenix      | 14 | 0  | 10.5 | .467 | .444 | .929 | 2.5 | 1.0 | 0.1 | 0.1 | 4.5  |
| Gesamt  | Gesamt       | 24 | 10 | 19.8 | .432 | .400 | .870 | 4.5 | 2.0 | 0.5 | 0.2 | 9.8  |